# Unión Marítima de Alemania
La Unión Marítima de Alemania (en alemán: Maritime Union Deutschland, MUD) fue un partido político alemán, existente solo en el estado de Schleswig-Holstein. Participó electoralmente por única vez en las elecciones estatales de Schleswig-Holstein de 2012.

## Programa
El partido fue fundado en julio de 2011. Su tema principal era la política económica, en particular en el ámbito de la construcción naval y la pesca. Debido a que la construcción naval y el transporte marítimo son especialmente practicados en Schleswig-Holstein, donde el partido se encontraba activo, el mismo esperaba que esto crease nuevos puestos de trabajo. Además, criticaba la regulación económica de la Unión Europea, pero no ponía en tela de juicio la unidad fundamental de Europa.
El politólogo Wilhelm Knelangen calificó al partido de euroescéptico. De acuerdo con el programa del partido, "la liberalización y desregulación de la UE"  han traído desventajas para Alemania. El programa del partido se enfocaba en "asegurar puestos de trabajo existentes en la economía marítima, la creación de nuevas oportunidades de empleo y el fortalecimiento de las competencias nacionales de toma de decisiones en la UE". En concreto, la MUD estaba a favor de una expansión de las inversiones estatales en los astilleros, para mejorar su posición competitiva. La contratación pública en el sector marítimo, según su programa, se debía permitir sólo para las empresas alemanas y los empleados debían tener un sueldo mínimo.

## Organización
La MUD fue fundada en 2011 en Heikendorfer por el pescador Konrad Fischer. El partido limitaba sus actividades al norte de Alemania (Schleswig-Holstein), y nunca contó con otras organizaciones estatales.

## Resultados electorales
En las elecciones estatales en Schleswig-Holstein el 6 de mayo de 2012, la MUD alcanzó 1.621 votos, lo que corresponde al 0,12% de los votos válidos.
Desde 2012, el partido no ha realizado actividades y se le presume disuelto.